# Приближение на малки ъгли
Приближенията на малки ъгли (на английски: small-angle approximations) са набор от опростявания на основните тригонометрични функции, които се приближават към истинската стойност, когато границата на стойността на ъгъла клони към нула. Те са съкращения на редовете на Тейлър за основните тригонометрични фукнции до втори ред на приближение. Приближенията са както следва:
{\displaystyle \sin \theta \approx \theta }
{\displaystyle \cos \theta \approx 1-{\theta ^{2} \over 2}}
{\displaystyle \tan \theta \approx \theta ,}
където {\displaystyle \theta } е ъгъл в радиани.
Тези приближения са полезни в много сфери на физиката и инженерството, това включва механиката, електомагнетизма, оптиката, картографията, астрономията, информатиката и други.